# Gordon (Sklave)

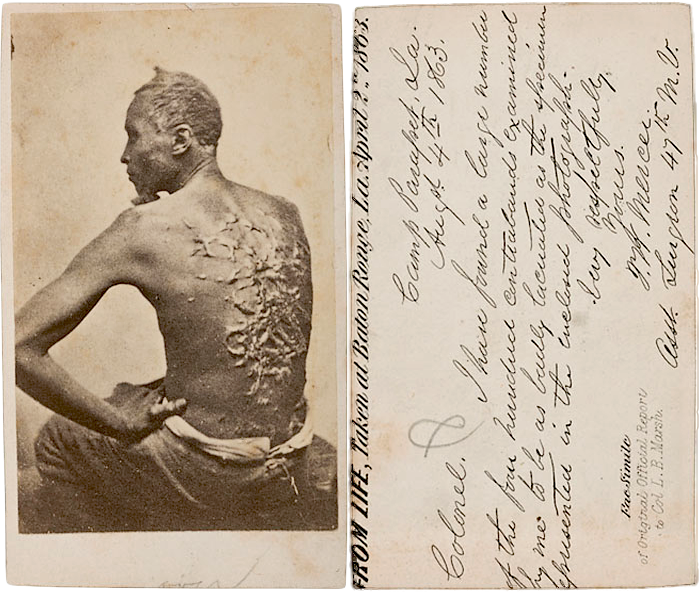
Gordon bei der Truppen-Examination in Camp Parapet bei Baton Rouge am 2. April 1863 mit ärztlichem Vermerk auf der Bildrückseite vom 4. August 1863

Gordon, auch Whipped Peter (deutsch Gepeitschter Peter, nachgewiesen 1863), war ein versklavter Afroamerikaner, dessen vernarbter Rücken, durch Schläge mit einer Lederpeitsche verursacht, von William D. McPherson (ca. 1833–1867) und seinem Partner Oliver fotografiert wurde. Dieses Foto erlangte, zunächst als Holzschnitt, durch seine Erstveröffentlichung in Harper’s Weekly am 4. Juli 1863 Berühmtheit und gilt bis heute als eines der weltweit ersten Propagandafotos (hier: Kriegspropaganda der Nordstaaten), weil es von Verfechtern des Abolitionismus politisch zur Unterstützung einer Abschaffung der Sklaverei in den Vereinigten Staaten verwendet wurde. Das Bild initiierte auch das zeitgenössische Gedicht eines Pastors.

## Leben
Es ist denkbar, dass „Peter Gordon“ der volle Name des abgebildeten Sklaven war, ein vom ursprünglichen Sklavenhalter vergebener Name. Eigentümer von Sklaven vergaben, um diese ansprechen zu können, teilweise beliebige Vornamen und fügten ihre eigenen realen Familiennamen hinzu, um damit ihr totales Besitz- und Verfügungsrecht anzuzeigen. Aufgegriffene Sklaven konnten auf diese Weise über ihren Namen oft schnell identifiziert und vom Finder bzw. Fänger an den Besitzer überbracht werden. Im St. Landry Parish, Louisiana, gab es seinerzeit zwei Sklavenhalter-Familien, die Gordon hießen. Von einer dieser beiden Familien könnte Peter Gordon an die ebenfalls dort ansässigen Besitzer einer 12 km² großen Baumwollplantage am Atchafalaya River, John und Bridget Lyons, verkauft worden sein. Dies legen zumindest erhaltene Aufzeichnungen der U. S. National Archives nahe. Eine andere Theorie besagt, dass sein Name Gordon auf den Sklavenhändler Nathaniel Gordon (1826–1862) zurückzuführen sei, der in New York City gehängt wurde. Der dem Sklaven gegebene Name, schon gar der tatsächliche, spielte in der medialen Verwertung und der politischen Debatte keinerlei Rolle.

### Martyrium und Flucht

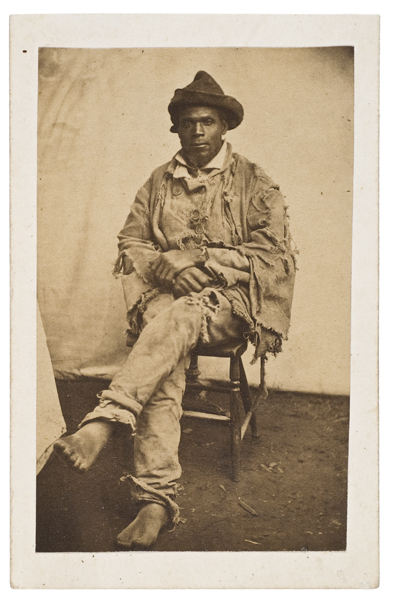
Gordon im März 1863 im Camp Parapet der Unionstruppen

Gordon war einer von knapp vierzig Sklaven, die Lyons seit der Volkszählung 1860 gekauft hatte. In Abwesenheit seines Besitzers sei Gordon vom Aufseher Artayou Carrier ausgepeitscht worden, den man deshalb später entlassen habe. An den Vorgang selbst könne sich Gordon nicht mehr erinnern, doch habe er anschließend zwei Monate nicht arbeiten können. Es sei ihm erzählt worden, dass er wie im Fieberwahn seine Kleidungsstücke verbrannte und um sich schießen wollte. Es sei jedoch niemand getötet oder auch nur verletzt worden.
Der Verlauf des Sezessionskrieges bot im Frühjahr 1863 zahllosen Sklaven eine lebensgefährliche, aber auch von großen Hoffnungen getragene Möglichkeit: die Flucht hinter die Frontlinie der Unionstruppen.
Innerhalb von zehn Tagen sei es Gordon gelungen, mehr als 120 Kilometer (80 Meilen) zurückzulegen. Die hochempfindlichen Nasen der ihn jagenden Bluthunde habe er von sich ablenken können, indem er seinen ganzen Körper nach jeder Überquerung eines Baches oder Sumpfes erneut mit Zwiebeln einrieb.
Fünf Monate nach seinem Erscheinen im Camp Parapet des von Colonel Nathan Dudley (1825–1910) befehligten 30th Regiment Massachusetts Volunteer Infantry (= 30. Infanterieregiment der Freiwilligen aus Massachusetts) bei Baton Rouge, Louisiana, wurde er am 4. August 1863 eingehend militärärztlich untersucht. Dabei befand der Chirurg S. K. Towle in ursächlichem Zusammenhang mit den erlittenen schweren Verletzungen den ganzen Rücken überziehende fingerdicke Keloiden, gutartige Tumoren. Towle beschrieb Gordon gegenüber seinem Fachkollegen und Vorgesetzten Brigadegeneral William J. Dale, dem Generalarzt des Staates Massachusetts („Surgeon-General of the State of Massachusetts“): Nur wenige Sensationsschriftsteller hätten jemals schlimmere Bestrafungen geschildert, als dieser Mann [Gordon] sie erhalten habe. Dennoch deute nichts in seiner Erscheinung auf eine ungewöhnliche Bösartigkeit hin. Stattdessen wirke er intelligent und brav. („Few sensation writers ever depicted worse punishments than this man must have received, though nothing in his appearance indicates any unusual viciousness — but on the contrary, he seems intelligent and well behaved“). Gordon war jedoch nur einer von etwa vierhundert medizinisch untersuchten Schwarzen, von denen die meisten ähnliche Verletzungen aufwiesen, wie der weitere untersuchende chirurgische Assistenzarzt F. W. Mercer notierte.

### Militärdienst
Drei Monate später diente Gordon in der Unionsarmee, nachdem zu Jahresbeginn die Emanzipationsproklamation in Kraft getreten war, in deren Folge freigelassene Sklaven in den Streitkräften der Nordstaaten eingesetzt werden konnten. Im Verlauf einer militärischen Operation geriet er in die Hände der Gegenseite, der konföderierten Truppen, wurde bewusstlos geschlagen und anschließend für tot erklärt. Später sei er wieder zu sich gekommen, konnte fliehen und sich erneut zu den Unionstruppen durchschlagen. Wenig später trat er in die im Mai 1863 gegründeten United States Colored Troops ein, wo er bis zum Sergeant befördert wurde. Ihm wurde bescheinigt, dass er tapfer kämpfte. Später wurde er im Corps d’Afrique eingesetzt, das im Sommer 1863 an der Schlacht von Port Hudson beteiligt war.

## Mediale Rezeption

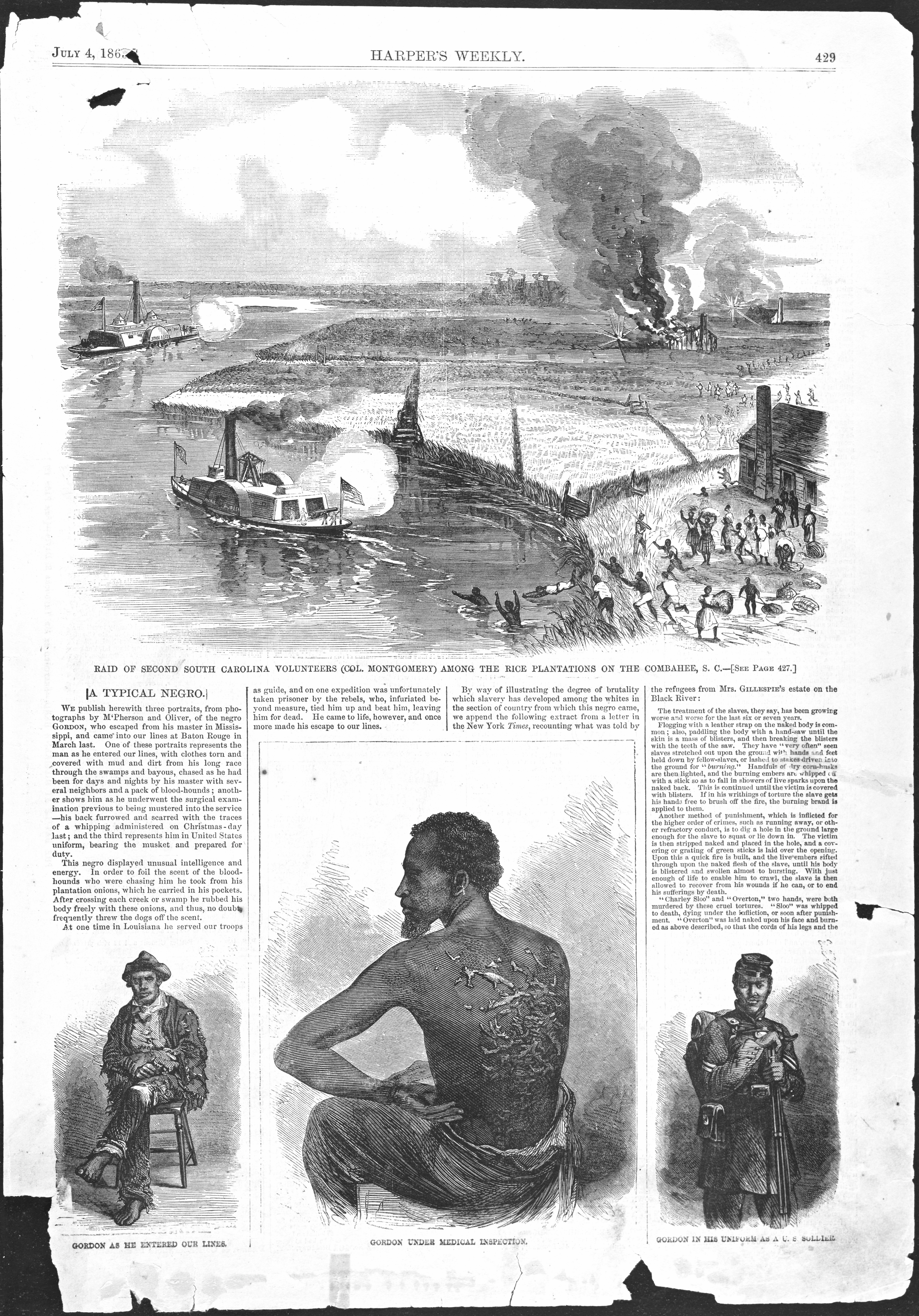
Harper’s Weekly, Vol. VII, No. 340. 4. Juli 1863, S. 429. (hochaufgelöste Datei, gut lesbar)

Die Narben, die auf seinem Rücken zu sehen waren, schockierten Befürworter und Gegner der Sklaverei gleichermaßen. Der Journalist einer Zeitung schrieb 1863, dass selbst Harriet Beecher Stowe, die Autorin des (inzwischen längst weltbekannten) Romans Onkel Toms Hütte, die Verwundungen nicht plastischer hätte beschreiben können, als es dieses Foto bewirke.
Abolitionisten, die Befürworter der Abschaffung der Sklaverei, betrachteten seine Narben als ins Fleisch geschriebenes Sinnbild der Sklaverei. Der Rücken des Mannes sei, so The Independent, Urbild des Sklavensystems und der Gesellschaft, die es erhalte („the type of the slave system, and of the society that sustains it“). Für Harper’s Weekly war er „ein typischer Neger“ („a typical Negro“), während ihn The Liberator schlicht als „den Neger aus Louisiana“ („the Louisiana Negro“) bezeichnete. Es kam weitaus mehr auf seine Funktion als lebender Beweis an, statt auf ihn als Mensch. Die Narben zählten, seine Persönlichkeit blieb unberücksichtigt. Auch einem großen Teil der Menschen der Nordstaaten galt ein Schwarzer zumeist nur als Sache, als Gut. Zu einem gemischten Armeeregiment kam es daher noch lange nicht und schwarze Regimenter wurden stets von Weißen befehligt.

## Verfilmung
- Antoine Fuqua: Emancipation. USA, 2022. 132 Min.